# شینجی اوکادا
شینجی اوکادا (ژاپنی: 岡田 慎司؛ زادهٔ ۱۰ مارس ۱۹۹۶) یک بازیکن فوتبال اهل ژاپن است.
از باشگاه‌هایی که در آن بازی کرده‌است می‌توان به باشگاه فوتبال کاماتامار سان‌اوکی اشاره کرد.